# Region Imboden
Die Region Imboden (rätoromanisch Regiun dal Plaun)  ist eine Verwaltungseinheit des Kantons Graubünden in der Schweiz, die durch die Gebietsreform auf den 1. Januar 2017 entstand.
Die Region Imboden ist mit dem bis zum 31. Dezember 2016 bestehenden Bezirk Imboden identisch. Allerdings wurden die Kreise Rhäzüns und Trins auf den 31. Dezember 2016 aufgelöst.

## Einteilung
Zur Region Imboden gehören folgende Gemeinden:
Stand: 1. Januar 2016
| Wappen    | Name der Gemeinde | Einwohner (31. Dezember 2023) | Fläche in km² | Einw. pro km² |
| --------- | ----------------- | ----------------------------- | ------------- | ------------- |
| Bonaduz   | Bonaduz           | 3533                          | 14,40         | 245           |
| Domat/Ems | Domat/Ems         | 8286                          | 24,22         | 342           |
| Felsberg  | Felsberg          | 2833                          | 13,40         | 211           |
| Flims     | Flims             | 2939                          | 50,50         | 58            |
| Rhäzüns   | Rhäzüns           | 1633                          | 13,37         | 122           |
| Tamins    | Tamins            | 1215                          | 40,74         | 30            |
| Trin      | Trin              | 1525                          | 47,17         | 32            |
| Total (7) | Total (7)         | 21'964                        | 203,80        | 108           |